# Paul Verhaegh
Paul Verhaegh (Sevenum, 1 september 1983) is een Nederlands voormalig profvoetballer en huidig voetbaltrainer die doorgaans als rechtsback speelde. Verhaegh speelde in de periode 2013/14 driemaal in het Nederlands voetbalelftal.

## Clubcarrière
Verhaegh begon met voetballen bij SV Kronenberg, waarna hij werd opgenomen in de jeugdopleiding van VVV-Venlo.. Die verruilde hij in juli 1998 voor die van PSV, maar werd daar niet goed genoeg gevonden voor het eerste elftal. Verhaegh debuteerde op 15 augustus 2003 alsnog in het betaald voetbal in het shirt van AGOVV Apeldoorn, tegen TOP Oss (1-2 winst).
Na een jaar uitgeleend te zijn aan AGOVV vertrok hij naar FC Den Bosch. Hier deed hij zijn eerste ervaring op in de Eredivisie, alleen degradeerde de club. Daardoor speelde Verhaegh het seizoen erop weer in de Eerste divisie. Hier blonk hij zo uit, dat toen Vitesse de verrichtingen van de aan FC Den Bosch verhuurde speler Jaap Davids kwam bekijken, Vitesse besloot om Verhaegh te kopen, als de vervanger van Stijn Vreven.
Op 23 januari 2006 tekende Verhaegh een contract dat hem tot medio 2010 aan Vitesse bond. In zijn eerste wedstrijden zorgde hij met ongelukkige terugspeelballen voor puntverlies, maar al gauw groeide hij uit tot een van de betere Vitessenaren van het seizoen 2005-2006, mede door zijn grote inzet. In de zomer van 2006 maakt Verhaegh deel uit van de selectie van Jong Oranje, dat het jeugd-EK won in Portugal. Op 21 juli 2008 tekende Verhaegh een nieuw contract bij Vitesse, waarmee hij tot medio 2011 onder contract kwam te staan. Hij werd kort voor zijn verlenging benoemd tot de nieuwe aanvoerder van Vitesse. Na het seizoen 2008/09 werd hij door de supporters verkozen tot Vitesse-speler van het jaar.
Verhaegh tekende in mei 2010 bij FC Augsburg. Hij was de derde speler in één week tijd die FC Augsburg uit de Eredivisie plukte, na Gibril Sankoh en Marcel de Jong. Hij behaalde met zijn club in het seizoen 2011/12 promotie van de 2. Bundesliga naar de Bundesliga. Verhaegh verlengde in mei 2015 zijn contract bij FC Augsburg tot medio 2018. Hij speelde daarna nog twee seizoenen voor FC Augsburg. Verhaegh liet in augustus 2017 na 186 competitiewedstrijden zijn contract bij FC Augsburg ontbinden, volgens de officiële verklaring omdat hij nog één keer iets anders wilde. Hij tekende een paar dagen later een contract tot medio 2019 bij VfL Wolfsburg. Daarvoor speelde hij in februari 2019 zijn laatste wedstrijd. Na twee maanden zonder speelminuten werd hij in april 2019 in onderling overleg uit de selectie gehaald en vrijgesteld van verplichtingen voor de rest van het seizoen.
Verhaegh tekende in juni 2019 een contract tot medio 2020 bij FC Twente. Tijdens de eerste helft van seizoen 2019/20 was hij vaak geblesseerd. In juli 2020 beëindigde Verhaegh zijn voetballoopbaan.

## Trainerscarrière
In augustus 2020 werd hij assistent-trainer bij FC Den Bosch. Na het ontslag van hoofdtrainer Erik van der Ven werd Verhaegh in januari 2021 tijdelijk waarnemend hoofdtrainer. Op 12 mei 2021 zat hij vanwege veel absenties nog eenmalig als speler op de bank bij de uitwedstrijd tegen MVV Maastricht.

## Clubstatistieken
| Seizoen | Club          | Competitie     | Competitie | Competitie | Beker | Beker | Internationaal | Internationaal | Overig | Overig | Totaal | Totaal |
| Seizoen | Club          | Competitie     | Wed.       | Dlp.       | Wed.  | Dlp.  | Wed.           | Dlp.           | Wed.   | Dlp.   | Wed.   | Dlp.   |
| ------- | ------------- | -------------- | ---------- | ---------- | ----- | ----- | -------------- | -------------- | ------ | ------ | ------ | ------ |
| 2003/04 | PSV           | Eredivisie     | 0          | 0          | 0     | 0     | 0              | 0              | 0      | 0      | 0      | 0      |
| 2003/04 | → AGOVV       | Eerste divisie | 33         | 1          | 2     | 0     | 0              | 0              | 0      | 0      | 35     | 1      |
| 2004/05 | FC Den Bosch  | Eredivisie     | 32         | 0          | 5     | 0     | 0              | 0              | 0      | 0      | 37     | 0      |
| 2005/06 | FC Den Bosch  | Eerste divisie | 24         | 4          | 1     | 0     | 0              | 0              | 0      | 0      | 25     | 4      |
| 2005/06 | Vitesse       | Eredivisie     | 12         | 0          | 0     | 0     | 0              | 0              | 6      | 0      | 18     | 0      |
| 2006/07 | Vitesse       | Eredivisie     | 32         | 2          | 2     | 0     | 0              | 0              | 5      | 0      | 39     | 2      |
| 2007/08 | Vitesse       | Eredivisie     | 33         | 0          | 1     | 0     | 0              | 0              | 0      | 0      | 34     | 0      |
| 2008/09 | Vitesse       | Eredivisie     | 31         | 2          | 1     | 0     | 0              | 0              | 0      | 0      | 32     | 2      |
| 2009/10 | Vitesse       | Eredivisie     | 30         | 2          | 2     | 0     | 0              | 0              | 0      | 0      | 32     | 2      |
| 2010/11 | FC Augsburg   | 2. Bundesliga  | 30         | 1          | 3     | 0     | 0              | 0              | 0      | 0      | 33     | 1      |
| 2011/12 | FC Augsburg   | Bundesliga     | 26         | 1          | 3     | 1     | 0              | 0              | 0      | 0      | 29     | 2      |
| 2012/13 | FC Augsburg   | Bundesliga     | 17         | 0          | 1     | 0     | 0              | 0              | 0      | 0      | 18     | 0      |
| 2013/14 | FC Augsburg   | Bundesliga     | 30         | 3          | 3     | 0     | 0              | 0              | 0      | 0      | 33     | 3      |
| 2014/15 | FC Augsburg   | Bundesliga     | 27         | 6          | 1     | 0     | 0              | 0              | 0      | 0      | 28     | 6      |
| 2015/16 | FC Augsburg   | Bundesliga     | 25         | 6          | 2     | 0     | 8              | 1              | 0      | 0      | 35     | 7      |
| 2016/17 | FC Augsburg   | Bundesliga     | 31         | 3          | 0     | 0     | 0              | 0              | 0      | 0      | 31     | 3      |
| 2017/18 | VfL Wolfsburg | Bundesliga     | 31         | 2          | 2     | 0     | 0              | 0              | 0      | 0      | 33     | 2      |
| 2018/19 | VfL Wolfsburg | Bundesliga     | 2          | 0          | 1     | 0     | 0              | 0              | 0      | 0      | 3      | 0      |
| 2019/20 | FC Twente     | Eredivisie     | 7          | 0          | 1     | 0     | 0              | 0              | 0      | 0      | 8      | 0      |
| Totaal  | Totaal        | Totaal         | 453        | 33         | 31    | 1     | 8              | 1              | 11     | 0      | 503    | 35     |

Bijgewerkt t/m 8 maart 2020

## Interlandcarrière
Op 31 juli 2013 werd Verhaegh door bondscoach Louis van Gaal genoemd in de voorselectie van het Nederlands voetbalelftal voor een vriendschappelijke interland tegen Portugal op 14 augustus 2013. Hij was de enige speler zonder interlandervaring die werd opgeroepen. Verhaegh was in de periode van bondscoach Bert van Marwijk al eens benaderd, wat toen niet tot een oproep leidde.
Op 14 augustus 2013 maakt hij zijn debuut in het Nederlands voetbalelftal, in een vriendschappelijke interland tegen Portugal. Hij speelde in totaal 47 minuten en werd vervangen door Ricardo van Rhijn.
Op 13 mei 2014 behoorde Verhaegh bij de 30-koppige voorselectie van het Nederlands voetbalelftal van bondscoach Louis van Gaal voor het wereldkampioenschap voetbal 2014. Hij behoorde ook tot de definitieve WK-selectie, die Van Gaal op 31 mei bekendmaakte. Patrick van Aanholt en Karim Rekik waren de afvallers bij de verdedigers. Op 29 juni 2014 werd Verhaegh door Louis van Gaal opgesteld voor de achtste finale tegen Mexico.
| Interlands van Paul Verhaegh voor Nederland | Interlands van Paul Verhaegh voor Nederland | Interlands van Paul Verhaegh voor Nederland | Interlands van Paul Verhaegh voor Nederland | Interlands van Paul Verhaegh voor Nederland | Interlands van Paul Verhaegh voor Nederland | Interlands van Paul Verhaegh voor Nederland |
| №                                           | Datum                                       | Wedstrijd                                   | Uitslag                                     | Competitie                                  | Goals                                       | Assists                                     |
| Als speler van FC Augsburg                  | Als speler van FC Augsburg                  | Als speler van FC Augsburg                  | Als speler van FC Augsburg                  | Als speler van FC Augsburg                  | Als speler van FC Augsburg                  | Als speler van FC Augsburg                  |
| ------------------------------------------- | ------------------------------------------- | ------------------------------------------- | ------------------------------------------- | ------------------------------------------- | ------------------------------------------- | ------------------------------------------- |
| 1                                           | 14 augustus 2013                            | Portugal – Nederland                        | 1 – 1                                       | Vriendschappelijk                           | 0                                           | 0                                           |
| 2                                           | 17 mei 2014                                 | Nederland – Ecuador                         | 1 – 1                                       | Vriendschappelijk                           | 0                                           | 0                                           |
| 3                                           | 29 juni 2014                                | Nederland – Mexico                          | 2 – 1                                       | WK 2014                                     | 0                                           | 0                                           |

## Erelijst
| Europees kampioenschap onder 21 | 1x | 2006 |